# Cà Ná
Cà Ná là một xã thuộc tỉnh Khánh Hòa, Việt Nam.

## Tên gọi
Cà Ná là một địa danh xuất phát từ tiếng Chăm Canah hoặc Canah kluw, có thể mang nghĩa là "đá ngầm" vì vùng biển nơi đây có nhiều đá ngầm hoặc "tẽ ra" vì có hòn núi nằm ở chỗ có ngã ba tẽ ra lên làng Chăm và Suối Tiên.

## Địa lý
Xã Cà Ná có ranh giới với các xã:
- Phía Bắc giáp với xã Thuận Nam.
- Phía Đông giáp với xã Phước Dinh.
- Phía Tây giáp với tỉnh Lâm Đồng.

Xã có diện tích 63,92 km², dân số năm 2025 là 24.903 người, mật độ dân số đạt 390 người/km².

## Hành chính
Xã Cà Ná được chia thành 5 thôn: Lạc Nghiệp 1, Lạc Nghiệp 2, Lạc Sơn 1, Lạc Sơn 2, Lạc Sơn 3.

## Lịch sử
Xã Cà Ná được thành lập vào ngày 10 tháng 6 năm 2009 trên cơ sở điều chỉnh 1.307,82 ha diện tích tự nhiên, 8.537 người của xã Phước Diêm (gồm 5 thôn: Lạc Nghiệp 1, Lạc Nghiệp 2, Lạc Tân 3, Lạc Sơn 1, Lạc Sơn 2, Lạc Sơn 3) và được chuyển từ huyện Ninh Phước về huyện Thuận Nam mới thành lập.
Ngày 16 tháng 6 năm 2025, Ủy ban Thường vụ Quốc hội ban hành Nghị quyết số 1667/NQ-UBTVQH15 về việc sắp xếp các đơn vị hành chính cấp xã của tỉnh Khánh Hòa năm 2025 (nghị quyết có hiệu lực từ ngày 16 tháng 6 năm 2025). Theo đó, hợp nhất xã Phước Diêm vào xã Cà Ná.